# Peste de l'étain

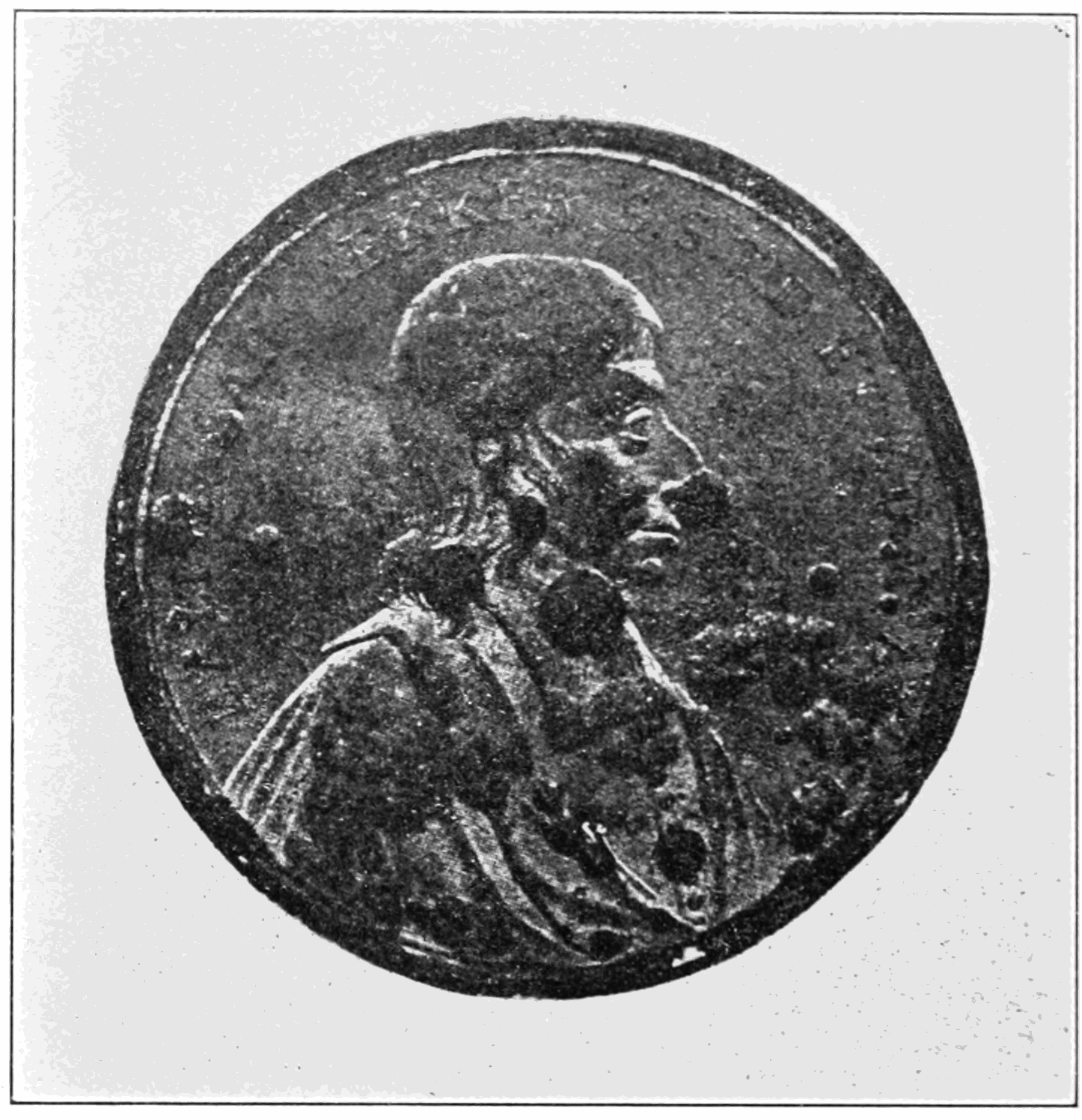
Pièce affectée par la peste de l'étain.

La peste de l'étain est une transformation allotropique touchant l'étain.

## Transformation

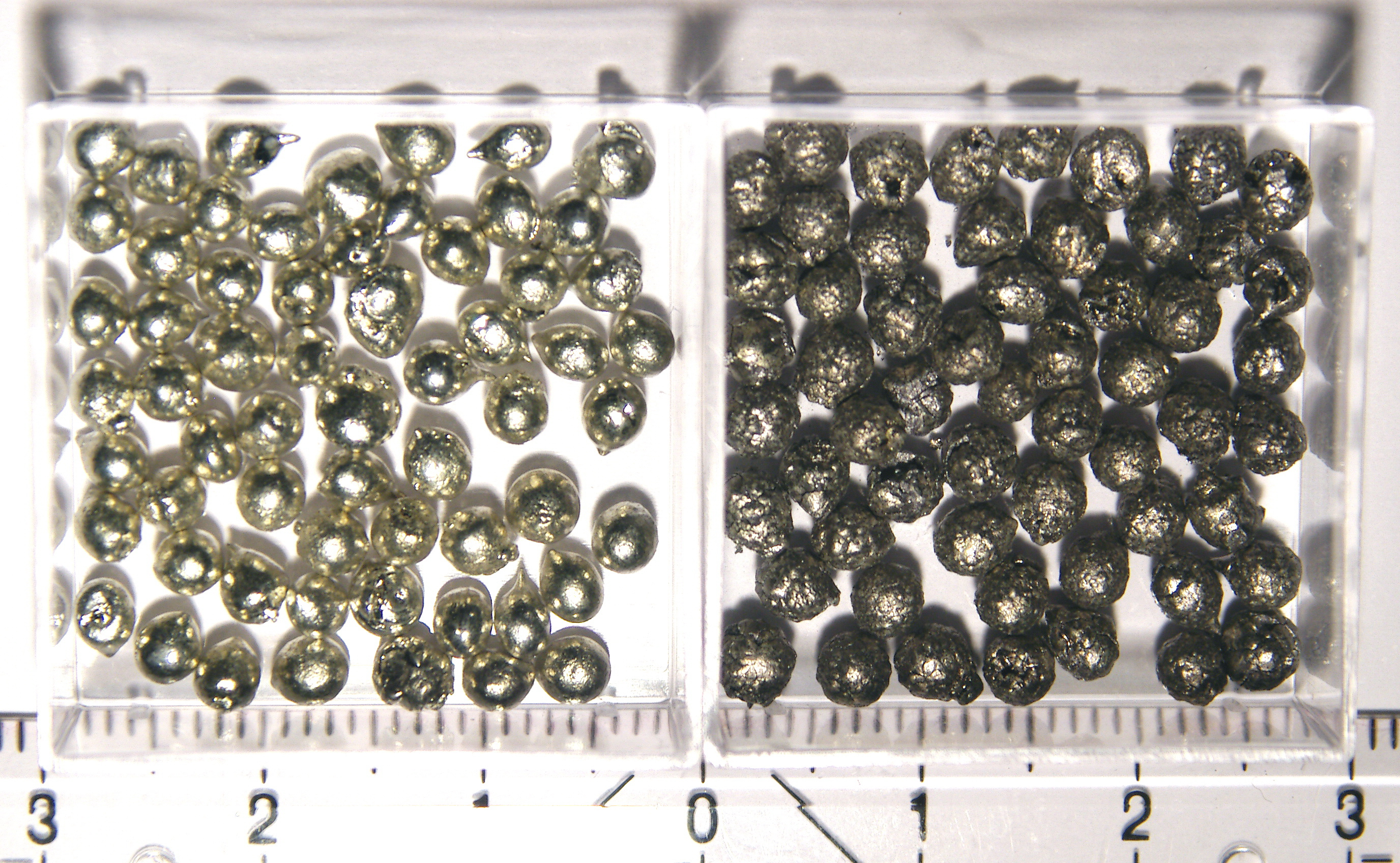
Étain β (à gauche) et étain α (à droite).

À température et pression ambiante, l'étain existe sous une forme dite β (étain blanc) qui possède un système cristallin tétragonal. Cependant, en dessous de 13,2 °C, cette forme devient instable et se transforme en étain α (étain gris), avec un système cristallin cubique. Cette réaction est appelée peste de l'étain (video). Elle est relativement lente à température modérée mais devient rapide vers −40 °C et s'accompagne d'une diminution de la masse volumique de l'étain, passant d'environ 7,29 g.cm−3 pour la forme β à environ 5,77 g.cm−3 pour la forme α, et d'un changement de couleur, du blanc au gris. Le changement de densité s'accompagne d'une augmentation de volume et d'une fragilisation de l'étain, qui tend à se réduire en poudre. La présence d'impuretés d'aluminium, d'antimoine, de bismuth ou de zinc ralentissent ou empêchent la réaction.

## Conséquences
La peste de l'étain complique la conservation d'objets contenant de l'étain qui, une fois touchés par la transformation, ne peuvent être traités.
Les tuyaux d'orgue, qu'on dit souvent en étain, sont habituellement constitués d'alliage étain-plomb, en particulier parce que l'étain pur (ou presque pur) se dégrade dans des églises non chauffées en hiver : au fil des années, il se forme d'abord des cloques sur le métal des tuyaux, et finalement des trous parce que l'étain se désagrège en poudre. L'alliage étain-plomb (les professionnels parlent d'étoffe) résiste beaucoup mieux au froid.